# Erigone welchi
Erigone welchi is een spinnensoort in de taxonomische indeling van de hangmatspinnen (Linyphiidae).
Het dier behoort tot het geslacht Erigone. De wetenschappelijke naam van de soort werd voor het eerst geldig gepubliceerd in 1911 door Jackson.